# Einar Már Guðmundsson
Einar Már Guðmundsson (født 18. september 1954 i Reykjavik) er en islandsk forfatter. 
I 1979 fik han sin bachelorgrad i litteraturvidenskab og historie fra Islands Universitet. Han har været ansat på litteraturvidenskab på Københavns Universitet. Hans bog Universets Engle, der er tilegnet hans afdøde bror, vandt Nordisk Råds litteraturpris i 1995. Han bor i dag i Reykjavik, hvor han er gift og har fem børn.

## Værker
Herunder listes et udvalg af forfatterens værker

### Reykjaviktrilogien
- Ridderne af den Runde Trappe (1984)
- Vingeslag i Tagrenden (1986)
- Regndråbernes Epilog (1988)

### Trilogi
- Fodspor på Himlen (1999)
- Drømme på Jorden (2001)
- Navneløse Veje (2003)

### Øvrige romaner
- Røde Dage (1991)
- Universets Engle (1993)
- Beatlemanifestet (2005)
- Sindets tremmer (2008)
- Islandske konger (2012)
- Hundedage (2015)
- Pasfotos (2018)

### Noveller og essays
- Måske er posten sulten (2002)
- Hvidbogen - Krisen på Island (2009)
- Bankstræde nr. 0 (2017)
- Betragtninger over fortællekunsten (2017)
- På sporet af den zoologiske have (2017)

### Digte
- Frankensteins Kup (digte) (1981)
- Orkanens Øje (digte) Illustreret af Lars Dan (1996)
- Ræk mig Nordlysene (Udvalgte digte) (2004)
- Jeg skyder genvej forbi døden (digte) (2006)